# Дубинино (Бурятия)
Дуби́нино — село в Кабанском районе Бурятии. Входит в сельское поселение «Оймурское».

## География
Расположено у северо-восточного угла селенгинской дельты, на правом берегу устья Лобановской протоки, впадающей в южную оконечность байкальского залива Провал, на 25-м километре автодороги 03К-020 Шергино — Заречье, в 5 км к юго-западу от центра сельского поселения — села Оймур.

## Население
| 2002 | 2010 |
| ---- | ---- |
| 409  | ↘337 |